# YOKOHAMA TKM
YOKOHAMA TKMは、神奈川県横浜市戸塚区を本拠地として活動している女子ラグビーチーム。

## 来歴
医療法人横浜未来ヘルスケアシステムが2011年8月に創設。
その後2014年8月、『TKM RC』から現名称に変更。

## 主な在籍選手
- 濵辺梨帆(主将)
- 三村亜生(女子日本代表・7人制女子日本代表)
- 鈴木育美(女子日本代表・7人制女子日本代表)
- ヴェロニカ・スキアヴォン(女子イタリア代表・7人制女子イタリア代表)
- 鈴木彩夏(女子日本代表・7人制女子日本代表)
- 内海春菜子(7人制女子日本代表)
- ジョワナ・サウト(7人制フィジー日本代表)

## 主な在籍した選手
- 日向寺亜依(現・渡邉亜依、女子日本代表)
- 平野恵里子(女子日本代表)
- 片岡瑞帆(女子日本代表)
- 藤本麻依子(女子日本代表)